# Lac Cayuga
Pour les articles homonymes, voir Cayuga (canard).
 (février 2011).
Si vous disposez d'ouvrages ou d'articles de référence ou si vous connaissez des sites web de qualité traitant du thème abordé ici, merci de compléter l'article en donnant les références utiles à sa vérifiabilité et en les liant à la section « Notes et références ».
Le lac Cayuga est un lac de l'État de New York appartenant au groupe des Finger Lakes. Long de 61,4 km pour une largeur maximale de 5,6 km, il a une superficie de 172 km2. Sa profondeur maximale, de 132 m, est supérieure à son altitude (116 m), ce qui signifie que le fond du lac est situé sous le niveau de la mer.